# Liste der Monuments historiques in Bar-le-Duc
Die Liste der Monuments historiques in Bar-le-Duc führt die Monuments historiques in der französischen Stadt Bar-le-Duc auf.

## Liste der Immobilien
| Bezeichnung                 | Beschreibung | Standort                                    | Kennzeichnung | Schutzstatus   | Datum     | Bild           |
| --------------------------- | --- | ------------------------------------------- | ------------- | -------------- | --------- | -------------- |
| Schloss der Herzöge von Bar | aus dem 16. Jahrhundert; heute Musée barrois                                                                     | 6 rue François-de-Guise (Lage)              | PA00106461    | Inscrit        | 1981      | weitere Bilder |
| Schloss Marbeaumont         | von 1903 bis 1905 errichtet                                                                                      | 74 rue Saint-Mihiel (Lage)                  | PA00106462    | Inscrit        | 1980      | weitere Bilder |
| Collège Gilles-de-Trèves    | aus der zweiten Hälfte des 16. Jahrhunderts                                                                      | Rue Gilles-de-Trèves (Lage)                 | PA00106463    | Classé         | 1992      | weitere Bilder |
| Kirche Notre-Dame           | ab dem 12. Jahrhundert                                                                                           | Rue Jeanne-d’Arc (Lage)                     | PA00106464    | Classé         | 1981      | weitere Bilder |
| Kirche Saint-Antoine        | ab dem 14. Jahrhundert                                                                                           | Rue Jean-Jacques-Rousseau (Lage)            | PA00106465    | Classé         | 1989      | weitere Bilder |
| Kirche Saint-Étienne        | ab dem 15. Jahrhundert                                                                                           | Place Saint-Pierre (Lage)                   | PA00106466    | Classé         | 1889      | weitere Bilder |
| Brunnen                     | 1757 errichtet                                                                                                   | Place de la Fontaine (Lage)                 | PA00106467    | Inscrit        | 1930      | weitere Bilder |
| Hôtel de Florainville       | aus dem 16. Jahrhundert; heute Palais de Justice                                                                 | 21 place Saint-Pierre (Lage)                | PA00106468    | Inscrit Classé | 1988 1992 | weitere Bilder |
| Hôtel de la Bessière        | um 1600 erbaut; Gartenanlage aus dem 18. und 19. Jahrhundert                                                     | 47 rue des Ducs-de-Bar (Lage)               | PA00106476    | Classé         | 1993      | weitere Bilder |
| Hôtel de l’Escale           | um 1600 erbaut                                                                                                   | 41 rue des Ducs-de-Bar (Lage)               | PA00106475    | Classé         | 1992      | weitere Bilder |
| Hôtel de Marne              | um 1600 erbaut                                                                                                   | 46 rue du Bourg (Lage)                      | PA00106471    | Inscrit Classé | 1988 1992 | weitere Bilder |
| Hôtel de Radouan            | aus der ersten Hälfte des 16. Jahrhunderts                                                                       | 67 rue des Ducs-de-Bar (Lage)               | PA00106469    | Inscrit        | 1988      | weitere Bilder |
| Hôtel particulier           | aus der Mitte des 18. Jahrhunderts, im 19. Jahrhundert umgebaut                                                  | 16 rue du Tribel 27bis rue de Polval (Lage) | PA55000034    | Inscrit        | 2003      | weitere Bilder |
| Wohnhaus                    | bezeichnet 1579                                                                                                  | 8 place Saint-Pierre (Lage)                 | PA00106488    | Classé         | 1992      | weitere Bilder |
| Wohnhaus                    | bezeichnet 1523                                                                                                  | 4 place Saint-Pierre (Lage)                 | PA00106487    | Classé         | 1992      | weitere Bilder |
| Wohnhaus                    | aus dem 16. Jahrhundert                                                                                          | 55 rue des Ducs-de-Bar (Lage)               | PA00106477    | Classé         | 1992      | weitere Bilder |
| Wohn- und Geschäftshaus     | um 1600 erbaut                                                                                                   | 22 rue Jean-Jacques-Rousseau (Lage)         | PA00106481    | Classé         | 1992      | weitere Bilder |
| Wohnhaus                    | Fachwerkhaus auf massivem Sockelgeschoss, 16. Jahrhundert                                                        | 25 place Saint-Pierre (Lage)                | PA00106483    | Classé         | 1992      | weitere Bilder |
| Wohnhaus                    | vom Anfang des 17. Jahrhunderts                                                                                  | 14 place Saint-Pierre (Lage)                | PA00106489    | Classé         | 1992      | weitere Bilder |
| Wohnhaus                    | bezeichnet 1604; heute Außenstelle des Palais de Justice                                                         | 29 place Saint-Pierre (Lage)                | PA00106490    | Classé         | 1992      | weitere Bilder |
| Wohnhaus                    | vom Anfang des 16. Jahrhunderts                                                                                  | 7 place de la Fontaine (Lage)               | PA00106478    | Classé         | 1993      | weitere Bilder |
| Wohnhaus                    | Massivbau, teilweise Fachwerk                                                                                    | 10, 12 place de la Couronne (Lage)          | PA00106472    | Inscrit        | 1988      | weitere Bilder |
| Wohnhaus                    | | 29 rue des Ducs-de-Bar (Lage)               | PA00106473    | Inscrit        | 1988      | weitere Bilder |
| Hôtel de Salm               | 1716 erbaut | 38 rue du Tribel (Lage)                     | PA00106484    | Inscrit        | 1988      | weitere Bilder |
| Wohnhaus                    | ab dem 16. Jahrhundert                                                                                           | 10 place Saint-Pierre (Lage)                | PA00106482    | Inscrit        | 1988      | weitere Bilder |
| Wohnhaus                    | aus der ersten Hälfte des 17. Jahrhunderts                                                                       | 51 rue du Bourg 34 rue du Coq (Lage)        | PA00106486    | Inscrit        | 1992      | weitere Bilder |
| Wohn- und Geschäftshaus     | aus der ersten Hälfte des 17. Jahrhunderts                                                                       | 3-3 bis place de la Halle (Lage)            | PA00106479    | Classé         | 1993      | weitere Bilder |
| Wohn- und Geschäftshaus     | aus der ersten Hälfte des 18. Jahrhunderts                                                                       | 15 rue André-Maginot (Lage)                 | PA55000019    | Inscrit        | 1999      | weitere Bilder |
| Stadtpalais                 | zwischen 1620 und 1630 erbaut                                                                                    | 49 rue du Bourg (Lage)                      | PA00106485    | Classé Inscrit | 1994 1996 | weitere Bilder |
| Maison des deux Barbeaux    | bezeichnet 1618                                                                                                  | 26 rue du Bourg (Lage)                      | PA00106470    | Classé         | 1993      | weitere Bilder |
| Hôtel de Beurges            | auch Maison de la Gabbe; aus der Mitte des 16. Jahrhunderts                                                      | 37 rue des Ducs-de-Bar (Lage)               | PA00106474    | Classé         | 1993      | weitere Bilder |
| Maison Morel                | aus der zweiten Hälfte des 16. Jahrhunderts                                                                      | 12 place de la Halle (Lage)                 | PA00106480    | Inscrit        | 1988      | weitere Bilder |
| Präfektur                   | ehemalige Antoniter-Kommende, Anfang des 17. Jahrhunderts; 1821 und von 1904 bis 1908 vergrößert und umgestaltet | 40, 42 rue du Bourg (Lage)                  | PA00106491    | Classé         | 1992      | weitere Bilder |
| Uhrenturm                   | mit Resten der Stadtbefestigung; ab dem 12. Jahrhundert                                                          | Place de la Tour (Lage)                     | PA00106493    | Classé         | 1941      | weitere Bilder |
| Tour Heyblot                | aus dem 13. Jahrhundert                                                                                          | 37 rue des Ducs-de-Bar (Lage)               | PA00106492    | Classé         | 1930      | weitere Bilder |
| Synagoge                    | 1869 erbaut, Architekt Charles Demoget                                                                           | 16 quai Sadi-Carnot (Lage)                  | PA55000041    | Inscrit        | 2013      | weitere Bilder |
| Théâtre des Bleus de Bar    | 1900 erbaut | 12 avenue du Château 3 rue du Roat (Lage)   | PA55000051    | Inscrit        | 2020      |                |

## Liste der Objekte
| Bezeichnung                                                                                         | Beschreibung | Standort                                                                | Kennzeichnung | Schutzstatus   | Datum     | Bild           |
| --------------------------------------------------------------------------------------------------- | --- | ----------------------------------------------------------------------- | ------------- | -------------- | --------- | -------------- |
| Sammlung wissenschaftlicher Instrumente (1)                                                         | 86 wissenschaftliche Instrumente für den Physikunterricht, 19. und 20. Jahrhundert                                                                                                   | im Lycée Raymond Poincaré (Lage)                                        | PM55001135    | Classé         | 1995      |                |
| Epitaph für Marguerite Mengeot                                                                      | Marmor, 17. Jahrhundert | in der Kirche Notre-Dame (Lage)                                         | PM55000047    | Classé         | 1944      |                |
| Gedenktafel                                                                                         | Kalkstein, 17. Jahrhundert | in der Kirche St-Antoine (Lage)                                         | PM55000069    | Classé         | 1981      |                |
| Kruzifix                                                                                            | Messing, versilbert, erste Hälfte des 18. Jahrhunderts | im Centre Hospitalier (Lage)                                            | PM55000848    | Classé         | 1991      |                |
| Dampflokomotive La Suzanne                                                                          | meterspurige Tenderlokomotive 031T-C.M. Nr. 26 der Compagnie Meusienne de Chemins de Fer, 1890 bei Corpet-Louvet gebaut; zugehörig PM55000916                                        | in der Wagenhalle der Chemin de Fer Historique de la Voie Sacrée (Lage) | PM55000915    | Classé         | 1992      |                |
| Offener Güterwagen                                                                                  | meterspurig | in der Wagenhalle der Chemin de Fer Historique de la Voie Sacrée (Lage) | PM55000916    | Classé         | 1994      |                |
| Sammlung wissenschaftlicher Instrumente (2)                                                         | 102 wissenschaftliche Instrumente für den Physikunterricht, 19. und 20. Jahrhundert                                                                                                  | im Lycée Raymond Poincaré (Lage)                                        | PM55002695    | Classé         | 2015      |                |
| Gemälde Madonna mit Kind                                                                            | Ölfarbe auf Leinwand, vergoldeter Holzrahmen, 19. Jahrhundert | in der Kirche St-Étienne (Lage)                                         | PM55001546    | Inscrit        | 1993      |                |
| Gemälde Heilige Familie                                                                             | Ölfarbe auf Leinwand, vergoldeter Holzrahmen; nach Bartolomé Esteban Murillo | in der Kirche Notre-Dame (Lage)                                         | PM55001522    | Inscrit        | 1996      |                |
| Drei Glocken                                                                                        | Bronze, um 1805 gegossen | in der Kirche St-Antoine (Lage)                                         | PM55001536    | Inscrit        | 1996      |                |
| Kriegerdenkmal Le Lion                                                                              | Denkmal für die Gefallenen des Krieges 1870/71; Kalkstein, 1871 von Pierre-Eugène Caveneget                                                                                          | auf dem Friedhof (Lage)                                                 | PM55001511    | Inscrit        | 1999      |                |
| Zwei Gemälde: Mariä Verkündigung und Mariä Himmelfahrt                                              | Ölfarbe auf Leinwand, Holzrahmen, 18. Jahrhundert | in der Kirche St-Antoine (Lage)                                         | PM55000063    | Classé         | 1981      |                |
| Grabmal für Lucien Hogard                                                                           | sogenannter Anker; Kalkstein, bezeichnet 1881 | auf dem Friedhof (Lage)                                                 | PM55001513    | Inscrit        | 1999      |                |
| Altar                                                                                               | im südlichen Querschiff; Ensemble aus PM55000925 und PM55000926 | in der Kirche St-Étienne (Lage)                                         | PM55000924    | Classé         | 1993      |                |
| Altartisch                                                                                          | Grabstein des 14. Jahrhunderts zur Mensa umgearbeitet; Marmor, Kalkstein, 1810 | in der Kirche St-Étienne (Lage)                                         | PM55000925    | Classé         | 1993      |                |
| Retabel                                                                                             | Marmor und Kalkstein, teilweise vergoldet, 18. Jahrhundert | in der Kirche St-Étienne (Lage)                                         | PM55000926    | Classé         | 1993      |                |
| Gemälde Mariä Himmelfahrt                                                                           | Ölfarbe auf Leinwand, vergoldeter Holzrahmen, 18. Jahrhundert | in der Kirche St-Antoine (Lage)                                         | PM55001530    | Inscrit        | 1981      |                |
| Skulpturengruppe Kreuzabnahme                                                                       | Holz, farbig gefasst, 16. Jahrhundert | in der Kirche Notre-Dame (Lage)                                         | PM55000046    | Classé         | 1939      |                |
| Gemälde Entrückung des heiligen Lambertus                                                           | Ölfarbe auf Leinwand, 1852 von Charles Alexandre Crauk | in der Kirche Notre-Dame (Lage)                                         | PM55001159    | Classé         | 1997      |                |
| Kirchengestühl                                                                                      | Eichenholz, 1803 | in der Kirche St-Étienne (Lage)                                         | PM55001554    | Inscrit        | 2004      |                |
| Gemälde Begegnung von Jakob und Joseph in Ägypten                                                   | Ölfarbe auf Leinwand, 17. Jahrhundert | in der Kirche St-Étienne (Lage)                                         | PM55000922    | Classé         | 1993      |                |
| Gemälde Hochzeit von Kana                                                                           | Ölfarbe auf Leinwand, 18. Jahrhundert; nach Charles Poerson | in der Kirche Notre-Dame (Lage)                                         | PM55000055    | Classé         | 1964      |                |
| Transi von René de Chalon                                                                           | Stein, erste Hälfte des 16. Jahrhunderts, von Ligier Richier | in der Kirche St-Étienne (Lage)                                         | PM55000888    | Classé         | 1898      | weitere Bilder |
| Skulptur Madonna mit Kind                                                                           | Kalkstein, 14. oder 15. Jahrhundert | in der Kirche Notre-Dame (Lage)                                         | PM55001526    | Inscrit        | 1999      |                |
| Zwei Kronen für die Notre-Dame du Guet                                                              | Silber, Gold, Edelsteine und Perlen, 1920 von François Biais | in der Kirche St-Étienne (Lage)                                         | PM55001543    | Inscrit        | 1992      |                |
| Chororgel                                                                                           | Ensemble aus PM55000081 und PM55002735 | in der Kirche St-Antoine (Lage)                                         | PM55001394    | Classé Inscrit | 1985 1993 |                |
| Orgelprospekt                                                                                       | 1859 von Alexandre Jacquet gebaut | in der Kirche St-Antoine (Lage)                                         | PM55002735    | Inscrit        | 1993      |                |
| Instrumentalteil der Orgel                                                                          | 1859 von Alexandre Jacquet gebaut | in der Kirche St-Antoine (Lage)                                         | PM55000081    | Classé         | 1985      |                |
| Gemälde Schmerzensreiche Gottesmutter                                                               | Ölfarbe auf Leinwand, vergoldeter Holzrahmen, 19. Jahrhundert | in der Kirche St-Étienne (Lage)                                         | PM55001545    | Inscrit        | 1993      |                |
| Sekretär                                                                                            | Tannen- und Obstbaumholz, Bronze, 18. Jahrhundert | im Centre Hospitalier (Lage)                                            | PM55000917    | Classé         | 1992      |                |
| Kommode                                                                                             | Eichen- und Tannenholz, Bronze, Anfang des 18. Jahrhunderts | im Centre Hospitalier (Lage)                                            | PM55000918    | Classé         | 1992      |                |
| Kronleuchter                                                                                        | Holz, bemalt und vergoldet, um 1835 | in der Kirche St-Antoine (Lage)                                         | PM55000071    | Classé         | 1981      |                |
| Vinzenz-von-Paul-Altar                                                                              | Reliefs am Retabel; Holz, vergoldet, 18. Jahrhundert | in der Kirche Notre-Dame (Lage)                                         | PM55000090    | Classé         | 1968      |                |
| Zwei Klappenschränke                                                                                | Thomson, Typ B.C., um 1955 | in der Präfektur (Lage)                                                 | PM55001557    | Inscrit        | 1993      |                |
| Grabstein für Jean de l’Eglise                                                                      | Stein, bezeichnet 1610 | in der Kirche St-Étienne (Lage)                                         | PM55001553    | Inscrit        | 2003      |                |
| Goldener Ornat                                                                                      | Kasel, Stola, drei Manipel, Tunicella, zwei Dalmatiken und Kelchvelum; Stoff, bestickt, Mitte des 19. Jahrhunderts                                                                   | in der Kirche Notre-Dame (Lage)                                         | PM55001523    | Inscrit        | 1996      |                |
| Ziborium                                                                                            | Silber, vergoldet, um 1800 | in der Kirche St-Antoine (Lage)                                         | PM55001533    | Inscrit        | 1992      |                |
| Gemälde Antonius der Große predigt in der Wüste                                                     | Ölfarbe auf Leinwand, vergoldeter Holzrahmen, 1844 | in der Kirche St-Antoine (Lage)                                         | PM55000075    | Classé         | 1982      |                |
| Uhrwerk                                                                                             | aus der Kirche St-Étienne; 1721 von Léger Hocquet gebaut | im Hôtel de Ville (Lage)                                                | PM55002662    | Inscrit        | 2007      |                |
| Chororgel                                                                                           | Haupteintrag für PM55000096 | in der Kirche Notre-Dame (Lage)                                         | PM55001392    | Classé         | 1985      |                |
| Instrumentalteil der Orgel                                                                          | 1864 von Alexandre und Henri Jacquet gebaut | in der Kirche Notre-Dame (Lage)                                         | PM55000096    | Classé         | 1985      |                |
| Behälter für die heiligen Öle                                                                       | Kupfer, versilbert, Silber, erste Hälfte des 19. Jahrhunderts; im Kathedralschatz in Verdun deponiert                                                                                | in der Kirche St-Étienne (Lage)                                         | PM55001551    | Inscrit        | 1995      |                |
| Gemälde Auferweckung des Lazarus                                                                    | Ölfarbe auf Leinwand, vergoldeter Holzrahmen, 18. Jahrhundert; nach Jean Jouvenet | in der Kirche Notre-Dame (Lage)                                         | PM55000057    | Classé         | 1988      |                |
| Gemälde Christus heilt die Kranken                                                                  | Ölfarbe auf Leinwand, vergoldeter Holzrahmen, 17. Jahrhundert; nach Jean Jouvenet | in der Kirche Notre-Dame (Lage)                                         | PM55000056    | Classé         | 1988      |                |
| Statuenreliquiar Petrus                                                                             | Silber, Eichenholz, zweite Hälfte des 18. Jahrhunderts; im Kathedralschatz in Verdun deponiert                                                                                       | in der Kirche St-Étienne (Lage)                                         | PM55001194    | Classé         | 1997      |                |
| Relief Die Gottesmutter umgeben von den Symbolen der lauretanischen Litanei                         | Stein, 16. Jahrhundert | in der Kirche Notre-Dame (Lage)                                         | PM55000043    | Classé         | 1905      | weitere Bilder |
| Zwei Engelsskulpturen                                                                               | Holz, farbig gefasst und vergoldet, 18. Jahrhundert | in der Kirche Notre-Dame (Lage)                                         | PM55000092    | Classé         | 1968      |                |
| Grabmal für Jeanne-Elisabeth Frambaux                                                               | sogenannter Pelikan; Kalkstein, bezeichnet 1831 | auf dem Friedhof (Lage)                                                 | PM55001514    | Inscrit        | 1999      |                |
| Gemälde Mariä Heimsuchung                                                                           | Ölfarbe auf Leinwand, vergoldeter Holzrahmen, 18. Jahrhundert | in der Kirche Notre-Dame (Lage)                                         | PM55000052    | Classé         | 1964      |                |
| Drei Buntglasfenster                                                                                | 1925 von Jacques Grüber angefertigt | im Hôtel des Postes (Lage)                                              | PM55001556    | Inscrit        | 1992      | weitere Bilder |
| Sockel des Stephanusreliquiars                                                                      | Kupfer, vergoldet, 15. Jahrhundert | in der Kirche St-Étienne (Lage)                                         | PM55000086    | Classé         | 1913      |                |
| Kruzifix                                                                                            | Holz, farbig gefasst, 16. Jahrhundert, möglicherweise von Ligier Richier | in der Kirche St-Étienne (Lage)                                         | PM55000044    | Classé         | 1913      |                |
| Zwei Takenplatten                                                                                   | Gusseisen, um 1600 | im Collège Gilles-de-Trèves (Lage)                                      | PM55001331    | Classé         | 2000      |                |
| Gemälde Eliezer und Rebekka                                                                         | Ölfarbe auf Leinwand, 18. Jahrhundert; nach Nicolas-Pierre Loir | in der Kirche Notre-Dame (Lage)                                         | PM55000077    | Classé         | 1967      |                |
| Skulptur Heiliger Dionysius                                                                         | Holz, farbig gefasst, 18. Jahrhundert | im Centre Hospitalier (Lage)                                            | PM55000846    | Classé         | 1991      |                |
| Kruzifix                                                                                            | Messing, zweite Hälfte des 18. Jahrhunderts; 1989 gestohlen | im Centre Hospitalier (Lage)                                            | PM55000847    | Classé         | 1991      |                |
| Mörser                                                                                              | Bronze, Messing, Eichenholz, 18. Jahrhundert | im Centre Hospitalier (Lage)                                            | PM55000850    | Classé         | 1991      |                |
| Epitaph für Jean Le Preudhomme, Barbe de Neuville, Philippe Le Preudhomme und Catherine de La Mothe | Stein, 16. Jahrhundert | in der Kirche Notre-Dame (Lage)                                         | PM55000048    | Classé         | 1944      |                |
| Kelch und Patene                                                                                    | Silber, vergoldet, um 1740 | in der Kirche St-Étienne (Lage)                                         | PM55000073    | Classé         | 1981      |                |
| Orgel                                                                                               | Ensemble aus PM55000098 und PM55001396 | in der Kirche St-Étienne (Lage)                                         | PM55001395    | Classé         | 1971 2000 |                |
| Orgelempore und -prospekt                                                                           | Positiv 1770/17 von Nicolas Dupont gebaut; Hauptprospekt 1828 von Jean-François Vautrin und Antoine François Brice Didelot                                                           | in der Kirche St-Étienne (Lage)                                         | PM55000098    | Classé         | 1971      |                |
| Instrumentalteil der Orgel                                                                          | 1828 von Jean-François Vautrin und Antoine François Brice Didelot gebaut, 1892 von Alexandre und Henri Jacquet umgestaltet                                                           | in der Kirche St-Étienne (Lage)                                         | PM55001396    | Classé         | 2000      |                |
| Retabel                                                                                             | Holz, Stein, 17. Jahrhundert | in der Kirche St-Étienne (Lage)                                         | PM55000100    | Classé         | 1971      |                |
| Gemälde Die heilige Magdalena im Gebet                                                              | Ölfarbe auf Leinwand, vergoldeter Holzrahmen, 18. Jahrhundert; 1995 gestohlen | in der Kirche Notre-Dame (Lage)                                         | PM55001517    | Inscrit        | 1992      |                |
| Kelter                                                                                              | Eichenholz, Kalkstein, 18. Jahrhundert | 75 rue des Ducs, in der Scheune (Lage)                                  | PM55001558    | Inscrit        | 1988      |                |
| Kelch und Patene                                                                                    | Silber, vergoldet, erste Hälfte des 19. Jahrhunderts, von Edme Gelez | in der Kirche Notre-Dame (Lage)                                         | PM55002567    | Inscrit        | 2005      |                |
| Gemälde Maria Immaculata                                                                            | Ölfarbe auf Leinwand, vergoldeter Holzrahmen, 18. Jahrhundert | in der Kirche St-Antoine (Lage)                                         | PM55000062    | Classé         | 1981      |                |
| Zwei Gemälde: Heilige Clara und Heiliger Franziskus von Assisi                                      | Ölfarbe auf Leinwand, vergoldeter Holzrahmen, 17. und 18. Jahrhundert | in der Kirche St-Antoine (Lage)                                         | PM55000066    | Classé         | 1981      |                |
| Epitaph für Antoine Daniel de Marne                                                                 | Stein, bezeichnet 1815 | in der Kirche St-Antoine (Lage)                                         | PM55001528    | Classé         | 1980      |                |
| Kelch und Patene                                                                                    | Silber, vergoldet, bezeichnet 1725 | in der Kirche St-Étienne (Lage)                                         | PM55000072    | Classé         | 1981      |                |
| Kelch                                                                                               | Grabbeigabe; Zinn, um 1700; im Musée barrois deponiert | in der Kirche Notre-Dame (Lage)                                         | PM55001518    | Inscrit        | 1992      |                |
| Zwei Skulpturen: Johannes und Maria Magdalena (?)                                                   | Holz, farbig gefasst, 16. Jahrhundert | in der Kirche St-Étienne (Lage)                                         | PM55000088    | Classé         | 1913      |                |
| Skulptur Schutzmantelmadonna                                                                        | Holz, farbig gefasst, 18. Jahrhundert | in der Kirche St-Antoine (Lage)                                         | PM55000093    | Classé         | 1915      |                |
| Gemälde Christi Himmelfahrt                                                                         | Ölfarbe auf Leinwand, vergoldeter Holzrahmen, 18. Jahrhundert | in der Kirche Notre-Dame (Lage)                                         | PM55000054    | Classé         | 1964      |                |
| Reliquienmonstranz                                                                                  | Messing, Anfang des 19. Jahrhunderts | in der Kirche St-Étienne (Lage)                                         | PM55002570    | Inscrit        | 2005      |                |
| Reliquiar                                                                                           | Messing, 19. Jahrhundert | in der Kirche St-Étienne (Lage)                                         | PM55002571    | Inscrit        | 2005      |                |
| Epitaph für François Brulé                                                                          | Stein, 16. Jahrhundert | in der Kirche St-Étienne (Lage)                                         | PM55000753    | Classé         | 1889      |                |
| Gemälde Maria Immaculata                                                                            | Ölfarbe auf Leinwand, Holzrahmen, 1641 | in der Kirche Notre-Dame (Lage)                                         | PM55000049    | Classé         | 1964      |                |
| Gemälde Madonna mit Kind                                                                            | Ölfarbe auf Leinwand, Eichenholzrahmen, 17. Jahrhundert | im Pfarrhaus Notre-Dame (Lage)                                          | PM55000920    | Classé         | 1994      |                |
| Gemälde Madonna mit Kind                                                                            | Ölfarbe auf Leinwand, vergoldeter Holzrahmen, 18. und 19. Jahrhundert | in der Kirche St-Étienne (Lage)                                         | PM55001548    | Inscrit        | 1993      |                |
| Gemälde Kreuzigung                                                                                  | Ölfarbe auf Holz, Anfang des 17. Jahrhunderts | in der Kirche St-Étienne (Lage)                                         | PM55000084    | Classé         | 1901      |                |
| Gemälde Kreuzabnahme                                                                                | Ölfarbe auf Leinwand, vergoldeter Holzrahmen, 18. Jahrhundert | in der Kirche St-Étienne (Lage)                                         | PM55001549    | Inscrit        | 1993      |                |
| Zwei Gemälde: Fußwachung und Der ungläubige Thomas                                                  | Ölfarbe auf Leinwand, Holzrahmen, Ende des 17. Jahrhunderts; nach Charles Poerson | in der Kirche St-Antoine (Lage)                                         | PM55000064    | Classé         | 1981      |                |
| Skulptur Heiliger Christophorus                                                                     | Kalkstein, um 1700 | in der Kirche St-Étienne (Lage)                                         | PM55001537    | Inscrit        | 1991      |                |
| Skulptur Heiliger Bruno                                                                             | Stein, 17. Jahrhundert | in der Kirche St-Étienne (Lage)                                         | PM55001539    | Inscrit        | 1991      |                |
| Ziborium                                                                                            | Silber, vergoldet, nach 1784 | in der Kirche St-Étienne (Lage)                                         | PM55000082    | Classé         | 1988      |                |
| Weihrauchfass                                                                                       | Silber, um 1825 | in der Kirche St-Antoine (Lage)                                         | PM55000921    | Classé         | 1993      |                |
| Skulptur Notre-Dame de Couchot                                                                      | Stein, farbig gefasst, um 1779 | in der Kirche Notre-Dame (Lage)                                         | PM55002569    | Inscrit        | 2005      |                |
| Skulptur Madonna mit Kind                                                                           | Stein, farbig gefasst, bezeichnet 1641 | in der Kirche St-Antoine (Lage)                                         | PM55001531    | Inscrit        | 1981      |                |
| Zwei Skulpturen: Besonnenheit und Glauben                                                           | Stein, um 1600 | in der Kirche St-Étienne (Lage)                                         | PM55001538    | Inscrit        | 1991      |                |
| Grüner Ornat                                                                                        | Kasel, Stola, Manipel und Bursa; Seide, bestickt, Mitte des 19. Jahrhunderts | in der Kirche Notre-Dame (Lage)                                         | PM55001524    | Inscrit        | 1996      |                |
| Grüner Blütenornat                                                                                  | Kasel, zwei Stolen, drei Manipel, Dalmatik, Tunicella, Kelchvelum und Bursa; Seide, bestickt, erste Hälfte des 19. Jahrhunderts                                                      | in der Kirche Notre-Dame (Lage)                                         | PM55001525    | Inscrit        | 1996      |                |
| Skulptur Madonna mit Kind                                                                           | Stein, farbig gefasst, 17. oder 18. Jahrhundert | in der Kirche St-Étienne (Lage)                                         | PM55001421    | Inscrit        | 1976      |                |
| Gemälde Evangelist                                                                                  | Ölfarbe auf Leinwand, vergoldeter Holzrahmen, 18. Jahrhundert; 1995 gestohlen | in der Kirche Notre-Dame (Lage)                                         | PM55000059    | Classé         | 1988      |                |
| Gemälde Christus zwischen den zwei Schächern                                                        | Ölfarbe auf Leinwand, 17. Jahrhundert; im Centre départemental d’art sacré in Saint-Mihiel deponiert                                                                                 | in der Kirche Notre-Dame (Lage)                                         | PM55001375    | Classé         | 2002      |                |
| Kelch                                                                                               | Silber, vergoldet, 17. und 19. Jahrhundert | in der Kirche St-Jean (Lage)                                            | PM55001193    | Classé         | 1997      |                |
| Gemälde Madonna mit Kind                                                                            | Ölfarbe auf Leinwand, vergoldeter Holzrahmen, 19. Jahrhundert | in der Kirche St-Étienne (Lage)                                         | PM55001547    | Inscrit        | 1993      |                |
| Skulptur Madonna mit Kind                                                                           | Stein, farbig gefasst, 18. Jahrhundert; 1999 gestohlen | in der Kirche St-Antoine (Lage)                                         | PM55001532    | Inscrit        | 1981      |                |
| Monstranz                                                                                           | Silber, vergoldet, um 1800; 1989 gestohlen | in der Kirche Notre-Dame (Lage)                                         | PM55000076    | Classé         | 1988      |                |
| Relief Dornenkrönung Christi                                                                        | Kalkstein, 16. Jahrhundert | in der Kirche St-Antoine (Lage)                                         | PM55000067    | Classé         | 1981      |                |
| 72 Kirchenbänke                                                                                     | Eichenholz, Anfang des 19. Jahrhunderts | in der Kirche St-Antoine (Lage)                                         | PM55001535    | Inscrit        | 1993      |                |
| Skulpturengruppe Unterweisung Mariens                                                               | sowie zwei weitere Skulpturen; Stein, farbig gefasst, 16. Jahrhundert | in der Kirche St-Étienne (Lage)                                         | PM55000099    | Classé         | 1971      |                |
| Monstranz                                                                                           | Silber, vergoldet, erste Hälfte des 19. Jahrhunderts | in der Kirche St-Antoine (Lage)                                         | PM55000919    | Classé         | 1994      |                |
| Ausstattung eines Kirchenschweizers                                                                 | zwei Jacken, drei Bandschleifen, zwei Hellebarden, ein Schwert und zwei Stäbe; Stoff, Eisen, Messing, Holz, Ende des 19. Jahrhunderts; im Musée barrois deponiert                    | in der Kirche St-Étienne (Lage)                                         | PM55001550    | Inscrit        | 1993      |                |
| Monstranz                                                                                           | Silber, vergoldet, Anfang des 19. Jahrhunderts, von Pierre Paraud | in der Kirche Notre-Dame (Lage)                                         | PM55002565    | Inscrit        | 2005      |                |
| Kamineinfassung                                                                                     | Stein, bemalt, Anfang des 16. Jahrhunderts | im Musée barrois (Lage)                                                 | PM55000074    | Classé         | 1981      | weitere Bilder |
| Skulpturengruppe Christus zwischen den zwei Schächern                                               | Holz, 16. Jahrhundert, vermutlich von Ligier Richier | in der Kirche St-Étienne (Lage)                                         | PM55000083    | Classé         | 1898      | weitere Bilder |
| Gemälde Anbetung der Hirten                                                                         | Ölfarbe auf Leinwand, vergoldeter Holzrahmen, 18. Jahrhundert | in der Kirche Notre-Dame (Lage)                                         | PM55000053    | Classé         | 1964      |                |
| Epitaph für Bernard de Marne                                                                        | Marmor, nach 1729 | in der Kirche St-Antoine (Lage)                                         | PM55001527    | Inscrit        | 1981      |                |
| Grabmal für Augustine Thomas                                                                        | Kalkstein, um 1871 von Pierre-Eugène Caveneget | auf dem Friedhof (Lage)                                                 | PM55001515    | Inscrit        | 2003      |                |
| Zwei Fensterbilder                                                                                  | vom Ende des 16. Jahrhunderts | in der Kirche St-Étienne (Lage)                                         | PM55000886    | Classé         | 1889      |                |
| Wandgemälde                                                                                         | aus dem 15. Jahrhundert | in der Kirche St-Antoine (Lage)                                         | PM55000094    | Classé         | 1936      | weitere Bilder |
| Skulptur Notre-Dame du Guet                                                                         | Stein, farbig gefasst, 14. Jahrhundert | in der Kirche St-Étienne (Lage)                                         | PM55000085    | Classé         | 1913      | weitere Bilder |
| Zwei Kännchen                                                                                       | Silber, um 1800; im Kathedralschatz in Verdun deponiert | in der Kirche St-Étienne (Lage)                                         | PM55001552    | Inscrit        | 1995      |                |
| Behälter für die heiligen Öle                                                                       | Silber, Anfang des 19. Jahrhunderts; im Musée barrois deponiert | in der Kirche Notre-Dame (Lage)                                         | PM55001521    | Inscrit        | 1995      |                |
| Orgel                                                                                               | Haupteintrag für PM55000095 | in der Kirche Notre-Dame (Lage)                                         | PM55001393    | Classé         | 1985      |                |
| Instrumentalteil der Orgel                                                                          | zwischen 1865 und 1868 gebaut | in der Kirche Notre-Dame (Lage)                                         | PM55000095    | Classé         | 1985      |                |
| Gemälde Darstellung Mariens im Tempel                                                               | Ölfarbe auf Leinwand, vergoldeter Holzrahmen, 18. Jahrhundert | in der Kirche Notre-Dame (Lage)                                         | PM55000050    | Classé         | 1964      |                |
| Reliquienmonstranz                                                                                  | Messing, Silber, Stoff, 1820 | in der Kirche St-Étienne (Lage)                                         | PM55002573    | Inscrit        | 2005      |                |
| Weihrauchfass                                                                                       | Messing, 19. Jahrhundert; im Musée barrois deponiert | in der Kirche Notre-Dame (Lage)                                         | PM55001519    | Inscrit        | 1993      |                |
| Portal der Taufkapelle                                                                              | Einfassung: Stein, Gittertüren: Schmiedeeisen, 16. und 17. Jahrhundert | in der Kirche St-Étienne (Lage)                                         | PM55000887    | Classé         | 1889      |                |
| Kreuzigungsgruppe                                                                                   | Holz, farbig gefasst und vergoldet, 17. Jahrhundert; im Musée barrois deponiert | in der Kirche St-Étienne (Lage)                                         | PM55001420    | Classé         | 1976      |                |
| Ziborium                                                                                            | Messing, versilbert, und Silber, vergoldet, Mitte des 19. Jahrhunderts | in der Kirche St-Étienne (Lage)                                         | PM55001542    | Inscrit        | 1992      |                |
| Ziborium                                                                                            | Silber, vergoldet, Anfang des 19. Jahrhunderts, von Edme Gelez | in der Kirche Notre-Dame (Lage)                                         | PM55002566    | Inscrit        | 2005      |                |
| Kelch und Patene                                                                                    | Silber, vergoldet, Anfang des 19. Jahrhunderts | in der Kirche St-Étienne (Lage)                                         | PM55002572    | Inscrit        | 2005      |                |
| Skulptur Mariä Verkündigung                                                                         | Stein, farbig gefasst, Ende des 15. Jahrhunderts | in der Kirche Notre-Dame (Lage)                                         | PM55001516    | Inscrit        | 1991      |                |
| Altar der Lorettokapelle                                                                            | Altartisch, Tabernakel und Retabel; Kalkstein und Marmor, um 1640 und aus dem 19. Jahrhundert                                                                                        | in der Kirche St-Antoine (Lage)                                         | PM55001534    | Inscrit        | 1992      |                |
| Kelch                                                                                               | Silber, vergoldet, um 1800 | in der Kirche St-Étienne (Lage)                                         | PM55001541    | Inscrit        | 1992      |                |
| Taufbecken                                                                                          | Stein, 16. Jahrhundert | in der Kirche St-Étienne (Lage)                                         | PM55000751    | Classé         | 1889      |                |
| Arzneigefäß                                                                                         | Fayence, 18. Jahrhundert | im Centre Hospitalier (Lage)                                            | PM55000849    | Classé         | 1991      |                |
| Mörser und Stößel                                                                                   | Bronze, 18. Jahrhundert | im Centre Hospitalier (Lage)                                            | PM55000851    | Classé         | 1991      |                |
| Kronleuchter                                                                                        | Holz, bemalt, 19. Jahrhundert; 1995 gestohlen | in der Kirche St-Antoine (Lage)                                         | PM55000070    | Classé         | 1981      |                |
| Zwei Glocken                                                                                        | Bronze, 1628 und 1776 gegossen | im Collège Gilles-de-Trêves (Lage)                                      | PM55000101    | Classé         | 1915      |                |
| Kreuzreliquiar                                                                                      | mit Behälter; Bergkristall, Silber, Mitte des 19. Jahrhunderts | in der Kirche St-Jean (Lage)                                            | PM55001192    | Classé         | 1997      |                |
| Grabmal der Familie Philippot-François                                                              | Kalkstein, 1870 | auf dem Friedhof (Lage)                                                 | PM55001512    | Inscrit        | 1999      |                |
| Skulptur Heiliger Antonius der Große                                                                | Stein, farbig gefasst, 17. Jahrhundert | in der Kirche St-Antoine (Lage)                                         | PM55001134    | Classé         | 1996      |                |
| Gemälde Ekstase der heiligen Clara                                                                  | Ölfarbe auf Leinwand, vergoldeter Holzrahmen, 17. und 18. Jahrhundert | in der Kirche St-Antoine (Lage)                                         | PM55000065    | Classé         | 1981      |                |
| Zwei Gemälde mit Szenen aus dem Leben des heiligen Pierre Fourier                                   | Ölfarbe auf Leinwand, vergoldeter Holzrahmen, 18. Jahrhundert | in der Kirche St-Antoine (Lage)                                         | PM55000061    | Classé         | 1981      |                |
| Epitaph der Familie Lescamoussier                                                                   | Stein, 1673 | in der Kirche St-Antoine (Lage)                                         | PM55002696    | Inscrit        | 2010      |                |
| Wandgemälde Grablegung                                                                              | bezeichnet 1595 | in der Kirche St-Étienne (Lage)                                         | PM55000752    | Classé         | 1889      |                |
| Behälter für die heiligen Öle                                                                       | mit Etui; Messing, versilber, Leder, Seide, 19. Jahrhundert; im Musée barrois deponiert                                                                                              | in der Kirche St-Étienne (Lage)                                         | PM55001544    | Inscrit        | 1993      |                |
| Zwei Skulpturen: Heiliger Adrian und heiliger Rochus                                                | Stein, 16. Jahrhundert | in der Kirche St-Étienne (Lage)                                         | PM55000087    | Classé         | 1913      |                |
| Relief Opferung Isaaks                                                                              | Stein, 17. Jahrhundert | in der Kirche St-Étienne (Lage)                                         | PM55000089    | Classé         | 1913      |                |
| Gemälde Mariä Verkündigung                                                                          | Ölfarbe auf Leinwand, vergoldeter Holzrahmen, 18. Jahrhundert | in der Kirche Notre-Dame (Lage)                                         | PM55000051    | Classé         | 1964      |                |
| Drei Reliefs: Gerechtigkeit, Spiegel und Fegefeuer                                                  | Kalkstein, 16. Jahrhundert | in der Kirche Notre-Dame (Lage)                                         | PM55001132    | Classé         | 1995      |                |
| Goldener Pontifikalornat                                                                            | Kasel, Stola, Manipel, Kelchvelum und Bursa; Stoff, bestickt, 1889 | in der Kirche Notre-Dame (Lage)                                         | PM55001160    | Classé         | 1997      |                |
| Wandvertäfelung                                                                                     | Holz, bemalt und vergoldet, 18. Jahrhundert | in der Kirche Notre-Dame (Lage)                                         | PM55000080    | Classé         | 1968      |                |
| Prozessinststab                                                                                     | mit Marienskulptur; Bronze, vergoldet, 19. Jahrhundert | in der Kirche Notre-Dame (Lage)                                         | PM55002568    | Inscrit        | 2005      |                |
| Retabel mit Marienskulptur                                                                          | Holz, vergoldet, 18. Jahrhundert | in der Kirche Notre-Dame (Lage)                                         | PM55000078    | Classé         | 1968      |                |
| Gemälde Der heilige Martin teilt seinen Mantel                                                      | Ölfarbe auf Leinwand, vergoldeter Holzrahmen, wohl aus dem 19. Jahrhundert | in der Kirche St-Étienne (Lage)                                         | PM55000923    | Classé         | 1993      |                |
| Gemälde Abendmahl                                                                                   | Ölfarbe auf Leinwand, vergoldeter Holzrahmen, 1729 | in der Kirche Notre-Dame (Lage)                                         | PM55000060    | Classé         | 1988      |                |
| Marienaltar                                                                                         | Altartisch, Tabernakel, Retabel und Skulptur; Marmor, Stein, Holz, 17. und 18. Jahrhundert                                                                                           | in der Kirche St-Antoine (Lage)                                         | PM55000068    | Classé         | 1981      |                |
| Retabel                                                                                             | Holz, bemalt und vergoldet, 18. Jahrhundert | in der Kirche Notre-Dame (Lage)                                         | PM55000081    | Classé         | 1968      |                |
| Adlerpult                                                                                           | Stein, Schmiedeeisen und Holz, teilweise vergoldet, 18. Jahrhundert | im Hôtel de Ville (Lage)                                                | PM55001133    | Classé         | 1996      |                |
| Skulptur Petrus                                                                                     | Kalkstein, 17. oder 18. Jahrhundert | in der Kirche St-Étienne (Lage)                                         | PM55001540    | Inscrit        | 1991      |                |
| Gemälde Die Frauen am Grab                                                                          | Ölfarbe auf Leinwand, vergoldeter Holzrahmen, 1842 | in der Kirche Notre-Dame (Lage)                                         | PM55001520    | Inscrit        | 1993      |                |
| Gemälde Maria Magdalena                                                                             | Ölfarbe auf Leinwand, Holzrahmen, 18. Jahrhundert | in der Kirche St-Antoine (Lage)                                         | PM55001529    | Inscrit        | 1981      |                |
| Ausstattung eines Kirchenschweizers                                                                 | Jacke, Bandolier, fünf Epauletten, Zweispitz, Querbinder, Hellebarde und Stab; Stoff, Messing, Holz, 19. Jahrhundert; im Centre départemental d’art sacré in Saint-Mihiel aufbewahrt | in der Kirche St-Jean (Lage)                                            | PM55001555    | Inscrit        | 1992      |                |
| Gemälde Christus im Grab                                                                            | Ölfarbe auf Leinwand, vergoldeter Holzrahmen, 18. Jahrhundert | in der Kirche Notre-Dame (Lage)                                         | PM55000058    | Classé         | 1988      |                |
| Gemälde Geburt Mariens                                                                              | Ölfarbe auf Leinwand, 18. Jahrhundert | in der Kirche Notre-Dame (Lage)                                         | PM55000045    | Classé         | 1915      |                |
| Kanzel                                                                                              | Holz, 18. Jahrhundert | in der Kirche St-Étienne (Lage)                                         | PM55000097    | Classé         | 1971      |                |
| Kruzifix                                                                                            | Holz, farbig gefasst, 17. Jahrhundert | in der Kirche Notre-Dame (Lage)                                         | PM55000091    | Classé         | 1968      |                |